# Parafia Świętych Apostołów Piotra i Pawła w Nakle
Parafia Świętych Apostołów Piotra i Pawła – rzymskokatolicka parafia położona przy ulicy Raszowskiej 3 w Nakle. Parafia należy do dekanatu Kamień Śląski w diecezji opolskiej.

## Historia parafii
Parafia została erygowana 13 czerwca 1980 roku. Kościół parafialny wybudowano w latach 1938–1940.
Proboszczem parafii jest ksiądz Sylwester Pruski.

## Zasięg parafii
Do parafii należy 990 wiernych z miejscowości: Nakło i Grabów.

### Szkoły i przedszkola
- Publiczna Szkoła Podstawowa w Nakle,
- Publiczne Przedszkole w Nakle.[3]

## Duszpasterze

### Proboszczowie po 1945 roku
- ks. Arkadiusz Kucharski,
- ks. Józef Mrocheń.[3]
- ks. Sylwester Pruski